# V (série télévisée, 1984)
Cet article concerne la série originale. Pour le remake, voir V (série télévisée, 2009).
Pour les articles homonymes, voir V.
V : La série (V: The Series) est une série télévisée américaine de science-fiction de 19 épisodes, diffusée du 26 octobre 1984 au 22 mars 1985 sur NBC. Elle prend la suite d'une première minisérie éponyme, V, en 2 parties de 100 minutes environ, et d'une seconde minisérie, V, la Bataille finale, de 3 épisodes de 90 minutes. Les deux miniséries et la série V font partie du cycle télévisuel V, débutant en 1983.

## Diffusion
En Belgique et au Luxembourg, V: The Series fut diffusée à la rentrée de septembre 1985 sur RTL Télévision.
En France, la série de 45 minutes  a été diffusée dès le 6 juin 1987 sur Antenne 2, puis rediffusée à partir du 4 décembre 1988 sur Antenne 2. Puis dès le 27 juillet 1991 le samedi et dimanche à 19 h sur La Cinq. Rediffusion à partir du 7 février 1994 sur M6. Rediffusion en 2008 sur NRJ 12.
Au Québec, la série a été diffusée sur TVA durant les années 1980.

## Synopsis
Cette série débute directement après les évènements de la mini-série V, la Bataille finale. Après avoir été capturée par la Résistance, Diana s'échappe du vaisseau-mère et est poursuivie par Mike Donovan. Après une courte lutte, Donovan la récupère.
La suite se déroule un an après que la « Toxine rouge » a été répandue sur la surface de la Terre. Les Humains célèbrent la fête internationale appelée « Jour de la Libération ». Diana est sur le point d'être traduite en justice pour les atrocités qu'elle a commises au cours de la première invasion. Mais un tueur isolé (Ham Tyler) la blesse grièvement, et elle est emmenée en urgence dans une ambulance. En fait tout ceci n'est qu'une mascarade : « Science sans frontières », la société qui a produit en masse la « Toxine rouge », a kidnappé Diana et la garde au secret dans une cabane dans les bois en dehors de Los Angeles. Là-bas, le PDG de la société, Nathan Bates, propose à la tortionnaire d'échapper à son procès si elle lui donne accès à la technologie des Visiteurs.
Donovan et Martin retrouvent les sbires de Bates et atteignent la cabane. Donovan est assommé par Martin, qui veut tuer Diana. Mais Diana prend le dessus sur lui, récupère son pistolet et vole à Martin son dernier antidote contre la « Toxine rouge ».
Avant de mourir, Martin dit à Donovan que Diana va contacter le reste des Visiteurs. En chemin, il rencontre Ham Tyler. Tous deux tentent d'empêcher Diana de rentrer en contact radio avec ses congénères, mais en vain.
Diana est récupérée par une navette et apprend qu'une nouvelle flotte de Visiteurs est cachée derrière la Lune, prête à envahir à nouveau la Terre.

### Distribution[3]
- Faye Grant (VF : Frédérique Tirmont) : Julie Parrish
- Jane Badler (VF : Pauline Larrieu) : Diana
- Marc Singer (VF : Richard Darbois) : Mike Donovan
- Jennifer Cooke (VF : Michèle Lituac) : Elisabeth Maxwell
- June Chadwick (VF : Anne Rochant) : Lydia
- Blair Tefkin (VF : Françoise Dasque) : Robin Maxwell
- Michael Ironside (VF : Marc de Georgi) : Ham Tyler
- Robert Englund (VF : Jean-Claude Montalban) : Willie
- Michael Wright (VF : Luq Hamet) : Elias Taylor
- Jeff Yagher (VF: Thierry Ragueneau) : Kyle Bates
- Lane Smith (VF : Jacques Brunet) : Nathan Bates
- Frank Ashmore (VF : Roland Ménard) : Martin / Philip
- Mickey Jones (en) (VF : Jacques Frantz) : Chris Faber
- Nicky Katt (VF : Damien Boisseau[4]) : Sean Donovan
- Judson Scott (en) : Lieutenant James
- Duncan Regehr (VF : Hervé Bellon) : Charles
- Michael Durrell (VF : Pierre Hatet) : Robert Maxwell

## Épisodes
| N° | #  | Titre                                   | Réalisation        | Scénario                         | Première diffusion                                      |
| -- | -- | --------------------------------------- | ------------------ | -------------------------------- | ------------------------------------------------------- |
| 06 | 01 | Le Jour de la libération Liberation Day | Paul Krasny        | Paul Monash                      | États-Unis : 26 octobre 1984 France : 6 juin 1987       |
|    |    |                                         |                    |                                  |                                                         |
| 07 | 02 | Triax Dreadnaught                       | Paul Krasny        | Steven E. de Souza               | États-Unis : 2 novembre 1984 France : 13 juin 1987      |
|    |    |                                         |                    |                                  |                                                         |
| 08 | 03 | L'Évasion Breakout                      | Ray Austin         | David Braff                      | États-Unis : 24 mai 1985 France : 20 juin 1987          |
|    |    |                                         |                    |                                  |                                                         |
| 09 | 04 | Déception The Deception                 | Victor Lobl        | Garner Simmons                   | États-Unis : 9 novembre 1984 France : 27 juin 1987      |
|    |    |                                         |                    |                                  |                                                         |
| 10 | 05 | Sanction                                | Bruce Seth Green   | Brian Taggert                    | États-Unis : 16 novembre 1984 France : 4 juillet 1987   |
|    |    |                                         |                    |                                  |                                                         |
| 11 | 06 | Le Choix du visiteur Visitor's Choice   | Gilbert M. Shilton | David Braff                      | États-Unis : 23 novembre 1984 France : 11 juillet 1987  |
|    |    |                                         |                    |                                  |                                                         |
| 12 | 07 | Zoom Showdown in Rawlinsville           | Bruce Seth Green   | David Abramowitz                 | États-Unis : 30 novembre 1984 France : 18 juillet 1987  |
|    |    |                                         |                    |                                  |                                                         |
| 13 | 08 | Dissident The Dissident                 | Walter Grauman     | Paul F. Edwards                  | États-Unis : 7 décembre 1984 France : 25 juillet 1987   |
|    |    |                                         |                    |                                  |                                                         |
| 14 | 09 | Joyeux Noël A Reflection in Terror      | Kevin Hooks        | Chris Manheim                    | États-Unis : 21 décembre 1984 France : 1er août 1987    |
|    |    |                                         |                    |                                  |                                                         |
| 15 | 10 | L'Échange The Conversion                | Gilbert M. Shilton | Brian Taggert                    | États-Unis : 4 janvier 1985 France : 8 août 1987        |
|    |    |                                         |                    |                                  |                                                         |
| 16 | 11 | Le Héros The Hero                       | Kevin Hooks        | Carleton Eastlake                | États-Unis : 11 janvier 1985 France : 15 août 1987      |
|    |    |                                         |                    |                                  |                                                         |
| 17 | 12 | Traître The Betrayal                    | Gilbert M. Shilton | Mark Rosner                      | États-Unis : 18 janvier 1985 France : 22 août 1987      |
|    |    |                                         |                    |                                  |                                                         |
| 18 | 13 | Le Mariage The Rescue                   | Kevin Hooks        | Garner Simmons                   | États-Unis : 1er février 1985 France : 29 août 1987     |
|    |    |                                         |                    |                                  |                                                         |
| 19 | 14 | Le Champion The Champion                | Cliff Bole         | Paul F. Edwards                  | États-Unis : 8 février 1985 France : 5 septembre 1987   |
|    |    |                                         |                    |                                  |                                                         |
| 20 | 15 | Les Couguars The Wildcats               | John Florea        | David Braff                      | États-Unis : 15 février 1985 France : 12 septembre 1987 |
|    |    |                                         |                    |                                  |                                                         |
| 21 | 16 | Le Parrain The Littlest Dragon          | Cliff Bole         | David Abramowitz                 | États-Unis : 22 février 1985 France : 19 septembre 1987 |
|    |    |                                         |                    |                                  |                                                         |
| 22 | 17 | Dure Bataille War of Illusion           | Earl Bellamy       | John Simmons                     | États-Unis : 8 mars 1985 France : 26 septembre 1987     |
|    |    |                                         |                    |                                  |                                                         |
| 23 | 18 | Le Volcan The Secret Underground        | Cliff Bole         | David Abramowitz Donald R. Boyle | États-Unis : 15 mars 1985 France : 3 octobre 1987       |
|    |    |                                         |                    |                                  |                                                         |
| 24 | 19 | Le Retour The Return                    | John Florea        | David Braff Colley Cibber        | États-Unis : 22 mars 1985 France : 10 octobre 1987      |
|    |    |                                         |                    |                                  |                                                         |

### L'épisode 20 de la série (The Attack)
À l'origine, 26 épisodes étaient prévus mais seulement 19 épisodes ont été réalisés, car la série a été annulée par manque d'audience.
Le scénario de l'épisode 20 venait tout juste d'être écrit…...bien que la dernière scène de l'épisode 19 se termine sur une fin plus positive que la fin de scénario prévue (lire ci-dessous)
La série a une fin, tout à fait plausible, malgré son arrêt brutal.
Dans cet épisode, le Leader et Elizabeth sont partis dans une navette pour un voyage vers leur monde, sans savoir que Kyle s'est embarqué clandestinement. Sur le vaisseau-mère, les membres de la Résistance se préparent à retourner chez eux sur leur propre navette, tandis que l'inspecteur prononce la sentence de mort pour Diana et James pour leur trahison. Mais alors que la navette du Leader entre dans le quadrant de Kerlian, le vaisseau-mère est alerté qu'un dispositif de destruction a été activé sur la navette. Le vaisseau-mère part à la poursuite de la navette.
Dans la confusion, Diana échappe à ses gardes et reprend la situation en main dans le centre de commande. Lydia accepte l'autorité de Diana et se joint à elle. Diana ordonne l'emprisonnement de la Résistance pour leurs actes terroristes. Alors qu'ils sont dans leurs cellules, Kyle se matérialise soudainement parmi le groupe. Le Leader, qui semble être une entité non corporelle a gardé Elizabeth, mais a renvoyé Kyle…
Le groupe entier s'échappe avec l'aide de Thelma, mais dans leur évasion, Julie est tuée. Le reste du groupe se fraie un passage vers la baie de lancement, où les troupes de Diana se préparent à une attaque massive de la Terre pour « venger » l'assassinat du Leader. En utilisant Philippe comme bouclier, la Résistance prend une navette et s'enfuit, la navette de Diana à leurs trousses. Diana tire sur la cible, et la navette est abattue. Donovan, Elizabeth, Willie, et Kyle échappent au crash, Ham Tyler est de retour et les attend dans sa voiture.
De retour sur le vaisseau-mère, Diana lit le rapport sur la bataille et annonce que la victoire est gagnée sur tous les fronts. L'armistice n'était qu'un prétexte : le Leader projetait cette attaque depuis le début. Bien que Diana et Lydia suspectent Philippe de collaboration, il reste sur le vaisseau-mère.
De retour sur Terre, la Résistance doit résoudre une intrigue. Ils doivent localiser le Anyx : le secret des anciens. Elizabeth doit le trouver avant le Leader, car c'est la seule chose qui peut le vaincre. Le Leader ordonne alors à Diana la capture de l'enfant stellaire. « À suivre… » (sic !)

## Commentaires
V est considérée comme une série culte des années 1980.

### Présentation de Kyle Bates
À l'origine, le personnage de Kyle Bates (interprété par Jeff Yagher) faisait sa première apparition dans le troisième épisode intitulé L'Évasion mais, en raison de sa violence, celui-ci ne fut pas programmé lors de la première diffusion aux États-Unis. De ce fait, la production a décidé de faire apparaître le personnage dans l'épisode suivant, Déception.
Un an plus tard, lors d'une rediffusion, NBC a finalement décidé de diffuser l'épisode 3 avec un montage plus raccourci. Du coup, ce troisième épisode suivi du quatrième crée un paradoxe, Kyle étant de cette manière présenté deux fois dans la série. De même, dans l'épisode 4, Robin Maxwell poursuit sa fuite entamée à la fin de l'épisode 2 alors que paradoxalement, elle apparaissait parmi les détenus dans l'épisode 3.

## Long-métrage cinématographique en projet (2008-2009)
Le synopsis précis n'a pas été précisé. Cette suite ou adaptation de la première minisérie au cinéma aurait été réalisée par Kenneth Johnson, le créateur original de la série. Les mêmes acteurs principaux auraient repris leurs rôles respectifs : Marc Singer, Faye Grant, Jane Badler et Robert Englund notamment.

S'il s'agit d'une suite, le film aurait été probablement inspiré du roman V: The Second Generation : il n'aurait pas pris place après l'épisode Le Retour de la série, ni même après La Bataille finale mais directement à la suite de la minisérie originelle.

Kenneth Johnson tient régulièrement au courant de l'évolution du projet, par le biais d'une rubrique sur son site officiel.

## Remake parABC
Le créateur de la série Les 4400, Scott Peters, a été chargé de l’écriture, de l’adaptation, et assure également la production avec la Warner Bros de ce remake. La diffusion a commencé le 3 novembre 2009 aux États-Unis et le 1er décembre 2010 en France.
Morena Baccarin joue le rôle d'Anna, le leader des Visiteurs.
Jane Badler, Diana dans l'ancienne série, est présente dans le casting de la saison 2 dès l'épisode 1. Elle y joue la mère d'Anna.
De même, on voit Marc Singer apparaître dans le dernier épisode de la saison 2, dans le rôle de Lars Tremont, qui est membre d’une organisation top secrète composée de chefs militaires et de politiciens du monde entier qui suspectent depuis longtemps les V de ne pas être venus en paix.

## Produits dérivés

### DVD
- Aux États-Unis, l'intégrale de V existe déjà depuis plusieurs années en DVD (version originale avec présence de sous-titres français).
- En France, un coffret de 3 DVD édité par la société Aquarelle et distribué par Columbia-Tristar est sorti le 23 janvier 2008. Il réunit les deux miniséries V & V : La Bataille finale.
- Parallèlement, la série de 19 épisodes est parue en Belgique en janvier 2008 dans un coffret unique de 5 DVD, mais d'une collection différente. Les avis de consommateurs s'accordent pour dire que les copies de cette édition belge présentent une qualité d'image plutôt médiocre. De plus le coffret présente une erreur et indique la présence de 3 DVD seulement. Il s'agit en fait de 3 boitiers présents dans le coffret (les deux premiers contiennent deux DVD chacun, le dernier un seul).
- La sortie de la série dans la collection d'Aquarelle s'est faite en deux coffrets séparés : les épisodes 1 à 10 sont sortis le 6 mai 2008, et les épisodes 11 à 19 le 10 septembre de la même année. Les épisodes sont dans une qualité similaire à celle de l'édition belge (aucune restauration n'ayant jamais été effectuée par les ayants droit – la Warner Bros – pour la série hebdomadaire).

### Roman
- V: La Seconde Génération, écrit par Kenneth Johnson en personne, reprend la trame de la première minisérie en ignorant les évènements de la série hebdomadaire, ainsi que ceux de La Bataille finale. L'intrigue prend place après 24 ans d'occupation continue de la Terre par les Visiteurs. Une résistance exsangue, pratiquement exterminée, reçoit l'aide inattendue des Zedti, une race d'insectes humanoïdes se déclarant les ennemis jurés des Visiteurs (il s'agit d'une race évoquée dans V, et à laquelle Julie Parrish envoie une transmission dans l'espace à la fin de la 2e partie).

### Jeux vidéo
- En 1986, Ocean Software réalisa un jeu vidéo d'action pour Amstrad CPC, Commodore 64 et ZX Spectrum.

### Manga
- Scénario de Go Nagai d'après Kenneth Johnson et Dessin de Tatsuya Tasuda (Kotetsu Jeeg) :
  - (ja) vol 1; 1989-02-10; V (ブイ) #1: Visitor, Keibunsha no Daihyakka Bessatsu (ケイブンシャの大百科別冊), Keibunsha (勁文社),
  - (ja) vol 2; 1989-02-10; V (ブイ) #2: Victory, Keibunsha no Daihyakka Bessatsu (ケイブンシャの大百科別冊), Keibunsha (勁文社)
  - (fr) janvier 2021, en 2 volumes aux éditions Black Box (maison d'édition) en collaboration avec Little Big Monsters Editions